# 成島出
成島出（1961年—），日本電影導演、編劇。出身於山梨縣。

## 生平
1986年，以導演作品入選PFF電影節。之後，成為相米慎二導演的助理導演，並成為平山秀幸導演的弟子。
1994年，以《大阪極道戰爭》編劇出道。之後，撰寫了《軍火》、《日本沉沒》、《超越巔峰》等大熱電影的劇本。
2003年，首次執導電影《油斷大敵》，獲得第23回藤本獎新人獎和第26回橫濱電影節新人導演獎。2004年，以《Fly,Daddy,Fly》獲得第20回高崎電影節青年導演大獎。
2011年，導演電影《第八日的蟬》，囊括了包括最佳影片在內的第35回日本電影金像獎的十項大獎，成島本人也終於獲得最佳導演獎。此外，電影還獲得藝術選獎文部科學大臣獎。

## 作品列表
- 大阪極道戰爭（1994年）　劇本
- 無惡不作（1996年）　劇本改編
- 戀極道（1997年）　劇本改編
- 乘風少年 2000年）　劇本改編
- 少女～an adolescent（2001年）　劇本
- 最惡（2001年）　劇本
- 笑蛙（2002年）　劇本
- 軍火（2002年）　劇本
- 新·無仁義之戰／謀殺（2002年）　劇本
- 油斷大敵（2003年）　導演
- 流人（2004年）　劇本
- Fly,Daddy,Fly（2005年）　導演
- 午夜雄鷹（2007年）　導演
- 築地魚河岸三代目（2008年）　劇本
- 超越巔峰（2008年）　劇本
- 愛之戰（2008年）　導演
- 孤高的手術刀（2010年）　導演
- 第八日的蟬（2011年）　導演
- 聯合艦隊司令長官 山本五十六（2011年）　導演
- 銀河鐵道之父（2023年）　導演
- 52赫茲的鯨魚們（2024年）　導演